# GNU Readline
GNU Readline je softwarová knihovna implementující v rámci textového řádku pohodlný uživatelský vstup z počítačové klávesnice. Je vyvíjena v rámci projektu GNU a naprogramována v C, pro který je určena především. Byla ale napsána rozhraní umožňující využít Readline v jiných jazycích, například v Pythonu.
V rámci řádku podporuje umožňuje mimo jiné pohyb kurzoru doleva a doprava, doplňování příkazů a ukládání předchozích vstupů a jejich prohledávání a znovuzadání. Nabízí dvě přednastavené sady klávesových zkratek, přičemž ta výchozí vychází ze zkratek textového editoru Emacs, zatímco druhá vychází ze zkratek textového editoru Vi.
Jedná se o multiplatformní software, díky kterému mohou aplikace na různých platformách nabízet jednotný styl editování příkazového řádku. Oblíbený je ale zejména ve světě systémů unixového typu, kde lze za jeho nejvýznačnějšího uživatele označit příkazový interpret Bash, kde nachází uplatnění přímo v editaci příkazového řádku.
GNU Readline je svobodný software licencovaný licencí GNU GPL.  Z důvodu nekompatibility s jinými licencemi vzniklo několik knihoven s chováním podobným Readline, ale s jinou licencí, například libedit pod licencí BSD a Tecla pod licencí MIT.